# Raúl Peñaranda
Raúl Eduardo Peñaranda Contreras (Santa Marta, Magdalena, Colombia, 2 de mayo de 1991) es un futbolista colombiano. Juega como delantero centro y su equipo actual es Club Social y Deportivo Suchitepéquez de la Primera División de Guatemala de Guatemala.

## Trayectoria
Jugador nacido en las divisiones inferiores de Unión Magdalena.
En 2014 llegó a Valledupar, donde realizó un semestre increíble, logrando anotar 13 goles en 17 partidos, siendo el principal goleador del Torneo Postobón.

### Once Caldas
Luego de estar a prueba en Once Caldas, firma un contrato hasta 2017.
Luego de no estar en planes del técnico Javier Torrente, ficha a préstamo por 6 meses por Jaguares de Córdoba. Al finalizar su contrato con Jaguares, logra su desvinculación con Once Caldas.
Luego de estar en el fútbol venezolano, panameño y el salvadoreño, llega al Deportivo Coopsol para afrontar la Liga 2 (Perú). Su equipo no pudo clasificar a las liguillas finales y en lo individual solo anotó un gol.

## Clubes
| Club                           | País         | Año               | Partidos | Goles |
| ------------------------------ | ------------ | ----------------- | -------- | ----- |
| Unión Magdalena                | Colombia     | 2010              | -        | -     |
| Barranquilla                   | Colombia     | 2011 - 2013       | 39       | 8     |
| Valledupar                     | Colombia     | 2014              | 17       | 13    |
| Once Caldas                    | Colombia     | 2014 - 2015       | 15       | 3     |
| Jaguares de Córdoba (préstamo) | Colombia     | 2015              | 3        | 0     |
| Unión Magdalena                | Colombia     | 2016              | 10       | 1     |
| Valledupar                     | Colombia     | 2016              | 12       | 0     |
| Petroleros de Anzoátegui       | Venezuela    | 2017              | 2        | 2     |
| Deportivo Anzoátegui           | Venezuela    | 2018              | 8        | 0     |
| Árabe Unido                    | Panamá       | 2018 - 2019       | 17       | 6     |
| Alianza FC                     | El Salvador  | 2019              | 28       | 17    |
| FAS                            | El Salvador  | 2020              | 11       | 1     |
| Deportivo Coopsol              | Perú         | 2021              | 7        | 1     |
| Xinabajul Huehue               | 🇬🇹 Guatemala | 2022 - actualidad | 12       | 3     |
| Total:                         |              |                   | 174      | 54    |

## Palmarés
| Título        | Club       | País        | Año  |
| ------------- | ---------- | ----------- | ---- |
| Apertura 2019 | Alianza FC | El Salvador | 2019 |